# Chopada

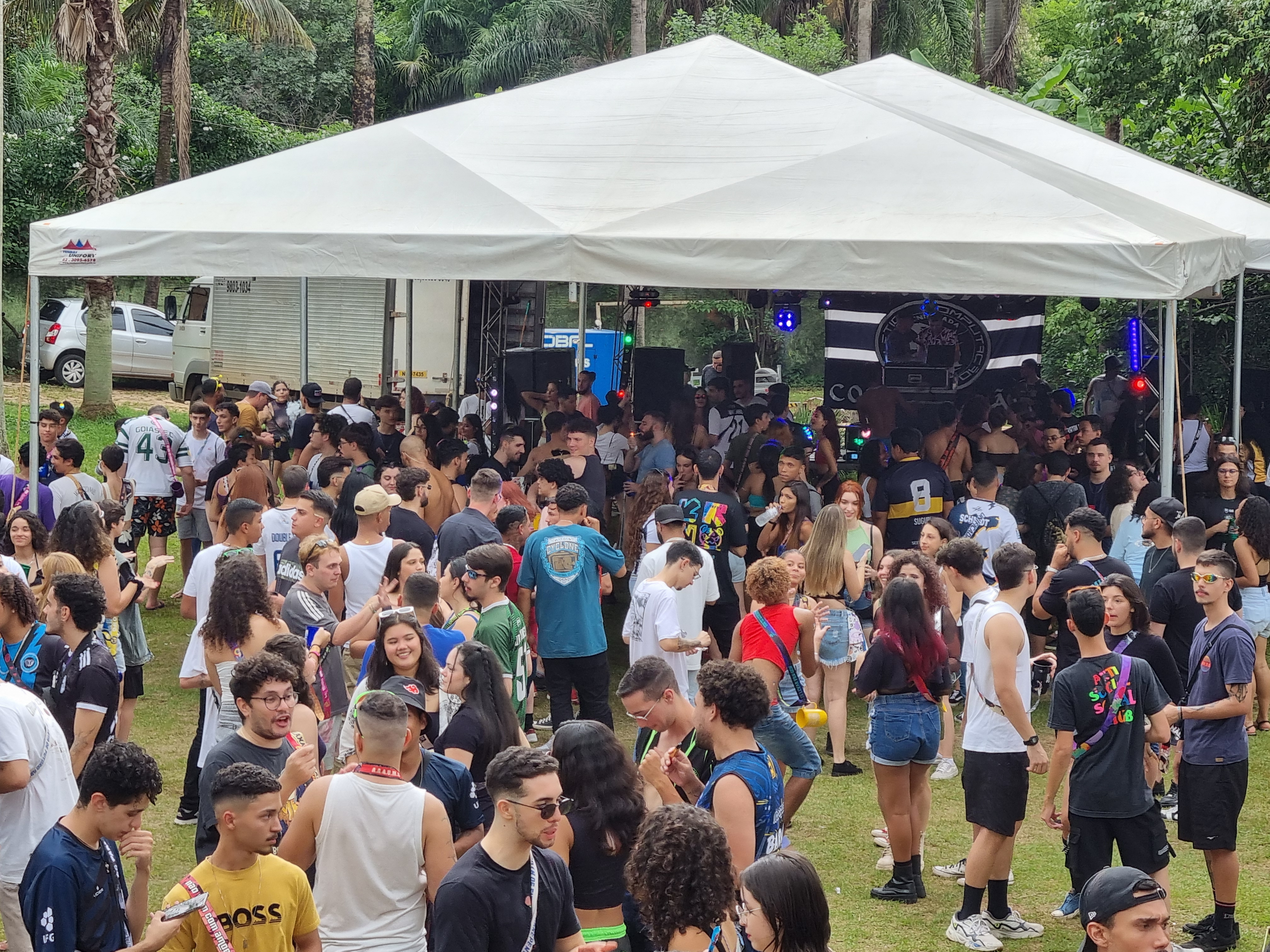
Chopada De Volta pro Passado, promovida por estudantes do Instituto de Informática da UFG, em fevereiro de 2024.

Chopada é um tipo de festa comum em universidades brasileiras, com seu título geralmente associado ao chope, desde a década de 2000.
É um gênero comum de festa em eventos como calouradas e encerramentos de semestres, mas também pode ocorrer a qualquer momento do ano, e são organizadas por atléticas de cursos e unidades acadêmicas. Diferentemente da calourada, que tem seu sentido ligado à entrada de novos alunos universitários, as chopadas são festas que tem uma relação com bebidas alcoólicas, o que tem gerado críticas de diferentes grupos sociais, como professores universitários e conselhos federais de algumas profissões.
Ao longo dos anos, diferentes fenômenos de violência, como assassinatos, homofobia e sexismo em chopadas levantaram debates sobre este tipo de festa. Apesar disso, as chopadas são comumente consideradas parte da cultura estudantil e do lazer vivido por estudantes universitários fora do ambiente da universidade.